# Get It On (Pacific Gas & Electric)
| Recensione | Giudizio |
| ---------- | -------- |
| AllMusic   |          |

Get It On è il primo album discografico del gruppo musicale rock statunitense Pacific Gas & Electric, pubblicato dall'etichetta discografica Bright Orange Records nel 1968.

## Tracce

### LP
Lato A
1. Wade in the Water (Brano registrato dal vivo al Cheetah di Los Angeles) – 6:11 (Tradizionale; arrangiamento di Frank Cook e Freddy DeMann)
2. Cry, Cry, Cry – 5:25 (Deadric Malone (Don Robey))
3. Motor City's Burning – 6:45 (Al Smith)

Lato B
1. The Hunter – 3:21 (Booker T. Jones, Carl Wells, Al Jackson Jr., Donald Dunn, Steve Cropper)
2. Long Handled Shovel – 3:31 (Pacific Gas & Electric)
3. Jelly, Jelly – 6:39 (James Cotton)
4. Stormy Times – 2:43 (Brent Block)
5. Live Love – 3:21 (Tom Marshall)

### CD
Edizione CD del 2008, pubblicato dalla Big Beat Records (CDWIKD 272)
1. Wade in the Water – 6:11 (Tradizionale)
2. Cry, Cry, Cry – 5:25 (Deadric Malone)
3. The Motor City Is Burning – 6:48 (Al Smith)
4. The Hunter – 3:23 (Booker T. Jones, Carl Wells, Al Jackson Jr, Donald Dunn, Steve Cropper)
5. Long Handled Shovel – 3:35 (Brent Block, Frank Cook, Glenn Schwartz, Tom Marshall, Charlie Allen)
6. Jelly, Jelly – 6:40 (William Eckstine, Earl Hines)
7. Stormy Times – 2:45 (Brent Block)
8. Live Love – 3:24 (Tom Marshall)
9. My Sweet Baby – 2:47 – Bonus Track - Take 6
10. Dirty Mistreater – 2:59 – Bonus Track - Take 2
11. Wade in the Water – 4:52 (Tradizionale) – Bonus Track - Undubbed Version
12. Cry, Cry, Cry – 6:21 (Deadric Malone) – Bonus Track - Take 2
13. Stormy Times – 2:44 (Brent Block) – Bonus Track - Take 9
14. Long Handled Shovel – 3:52 (Brent Block, Frank Cook, Glenn Schwartz, Tom Marshall, Charlie Allen) – Bonus Track - Take 8
15. Jelly, Jelly – 7:28 (William Eckstine, Earl Hines) – Bonus Track - Take 1
16. The Hunter – 5:04 (Booker T. Jones, Carl Wells, Al Jackson Jr, Donald Dunn, Steve Cropper) – Bonus Track - Take 1
17. Blues Chant – 3:34 – Bonus Track - Take 2

## Formazione
- Charlie Allen - voce solista
- Glenn Schwartz - chitarra solista
- Tom Marshall - chitarra ritmica
- Brent Block - basso, basso-fuzz
- Frank Cook - batteria

Musicista aggiunto
- Joe Sample - piano (brano: Jelly, Jelly), organo (brano: Motor City's Burning)

Note aggiuntive
- Freddy DeMann e Frank Cook - produttori
- Registrazioni effettuate al Wally Heidersed al American di Los Angeles, California
- Brano: Wade in the Water, registrato dal vivo al Cheetah di Los Angeles, California
- Bill Halverson - ingegnere delle registrazioni (al Wally Heiders)
- Bill Cooper - ingegnere delle registrazioni (al American)
- Ben Talbert - cover art (copertina frontale album originale)
- Tom Marshall - cover art (retrocopertina album originale
- Pete Senoff - fotografie[2]

## Classifica
| Anno | Classifica    | Posizione raggiunta |
| ---- | ------------- | ------------------- |
| 1969 | Billboard 200 | 159                 |